# 橘由紀子
橘 由紀子（たちばな ゆきこ）は、日本の女優・タレント・アイドルである。

## 来歴
富山県富山市出身。
倉本聰がかつて開いていた私塾「富良野塾」の一期生である脚本・演出家の友澤晃一が主宰するT1project内の「18ヶ月プロジェクト」三期生として、2010年1月より演技の勉強を始める。
2010年9月に舞台「ショート・ストーリーズvol.4」内の即興芝居のコーナーで女優デビュー。
デビュー当初は事務所には所属しないフリーランスとして舞台に出演していた。2011年までは「橘ゆり」名義で活動。
中村葵プロデュースのグラビアアイドルカフェ「ココナッツラウンジ(店名は当時)」でアルバイトをしていた。
2014年1月より、芸能事務所「オフィスジュニア」内の若手育成部門「ジュニアーズ」に所属し、およそ2年半ぶりに再び女優業を開始。事務所所属と同時に芸名を現在の「橘由紀子」に変更した。
同年7月から8月にかけて、LDH公認の元でEXILEに憧れた少年の人生を描いた舞台「ATSUSHI」に出演。ヒロイン役を務める。
同年11月にナコノアトリエの舞台「ハハノハナシ。」に出演した時は、実年齢が26歳でありながら、主人公の幼稚園から高校生時代までを一人で演じた。
スターダストプロモーションと業務提携を結んでいる劇団K助の舞台作品には2014年と2015年に2回出演。
2015年11月14日より芸能事務所41promotionに所属になったことが、同年11月15日自身のTwitterを通じて発表された。
2016年8月、ほんまかよこ、楠原莉沙、押川愛永と共に結成したアイドルユニット「Vsister」のリーダーに就任、同年8月16日に六本木のLive Space 虎寅虎にてデビューライブイベントを行った。
2016年12月現在、ビジネス文書技能検定1級、秘書技能検定2級を保持している。
2017年6月、徳間書店のアサ芸Secret撮り下ろしグラビアオーディション#2で準グランプリを獲得。
同年7月より、元SKE48、SDN48の手束真知子がオーナーを勤めるグラビアアイドルカフェ「発掘!グラドル文化祭」のメンバーとなる。
2019年1月、VsisterがVienolossiに吸収合併されたのにともない、Vienolossiに加入する。
2019年12月29日をもってVienolossiを卒業と同時に41promotionを退所する事を発表。以降はフリーランスで活動中。
2021年3月、西村ひよこプロデュースのアイドルグループ・「東京ぴ炎」のメンバー・橘餃子（たちばなあめこ）としてプレデビュー。それに伴い、同年4月末を以って「発掘!グラドル文化祭」を卒業するとともに、同年5月以降は芸名を橘餃子に改名して活動している。
2023年4月4日、東京ぴ炎第1期終了に伴いメンバー全員が東京ぴ炎を卒業。橘は卒業ライブの時に東京ぴ炎の姉妹グループの「白昼夢ネイション」と外部のアイドルグループ「平成墓嵐」に加入する事を発表。卒業後に芸名を再び「橘由紀子」に戻す事をTwitterで発表した。

## 出演作品

### テレビ
- 土曜ワイド劇場「パーフェクト弁護士・南蛇井律子」（2017年2月11日、テレビ朝日）[18]

- 「みんなのニュース」（2017年11月23日、フジテレビ）[19]

- 「本能Z」（2018年4月11日、CBCテレビ）[20]
- 「アイQTV大運動会」（2019年11月26日、TOKYO MX）

### 映画
- 夜があけたら - 製作：ENBUゼミナール、監督・脚本・編集：川村清人、主演：武田梨奈（2014年10月25日 - 10月31日公開：新宿K’s cinema）[21]ゆうばり国際ファンタスティック映画祭2016で上映[22] - 予備校生役

- 冬虫夏草 - 製作：teamACT、監督：池上カイト（2016年8月19日 - 8月21日公開：下北沢亭）[23] - 日向なつみ役

- 分別特区 - 監督：哉司（2018年3月11日公開：なかのZERO視聴覚ホール）[24] - 主人公の元妻役

### CM
- Google Play Music（音楽のある生活・夏フェス篇）（2016年夏季公開）[25]

- 宝くじ BINGO5（2017年公開）バックダンサー[26]

- ポッピングボバ（2019年公開）

### MV
- M!LK「ボクラなりレボリューション」[27]

### ネットムービー
- 踊る大空港、（略）（踊る大空港、或いは私は如何にして踊るのを止めてゲームのルールを変えるに至ったか。総監督：本広克行）（ネスレシアター on YouTubeで2016年11月1日公開）[28]

### 舞台
- T1project「ショート・ストーリーズvol.4」（2010年9月21日 - 9月26日） - 下北沢「劇」小劇場 - 日替わりキャストによる『即興芝居』（構成・演出湯原弘康）9月24日14時の回に出演[3]

- STRAYDOG「Seedling公演 へなちょこヴィーナス」（2011年1月26日 - 1月30日） - 劇場MOMO（作：高橋いさを＋小田玲奈、演出：柴田明良（Team S）・阿部絵理子（Team A）） - Team Aの一員として出演。アイドリング!!!河村唯と共演[4]
- T1project「いま愛してます」（2011年7月12日 - 7月17日） - 中野ザ・ポケット（脚本・演出:友澤晃一） - βキャストの一員として出演[5]

※以上は橘ゆり名義、以下は橘由紀子名義
- STRAYDOG「Seedling公演 けんじ君の春」（2014年1月22日 - 1月26日） - 池袋GEKIBA（脚本・演出:森田亜紀）[29]
- 劇団K助「オムニー6〜え!?三年前のギャラまだ振り込まれてないの!!〜それってもうあれだよね・・・〜」（2014年4月30日 - 5月4日） - 野方区民ホール（脚本・演出：A・ロックマン、金沢知樹、萩森淳、御笠ノ忠次）[10] - オムニバス作品の内、御笠ノ忠次脚本・演出の「不登校卒業式」に出演
- FREE（S）「ATSUSHI」（2014年7月29日 - 8月3日） - 本多劇場グループ小劇場B1（脚本：野依健吾、演出：下出丞一） - 全6公演に出演[30]
- ナコノアトリエvol.2「ハハノハナシ。」（2014年11月28日 - 11月30日） - Book Trade Cafe どうひん（脚本・演出：nako.） - 全6公演に出演[9]
- TeamACT「ピカイチ殺人事件〜泡沫のアイドル〜」（2015年4月23日 - 4月26日） - アトリエ第七秘密基地（脚本・演出：池上カイト） - 全7公演に出演[31]
- 劇団K助「ステージII」（2015年7月1日 - 7月5日） - シアターサンモール（脚本・演出:金沢知樹） - 全7公演に出演。アイドリング!!!三宅ひとみ、橋本瑠果、振付師RYONRYON.等と共演[11]
- 朗読劇「歳をとったワニの話」× 二人芝居「クロス」（2015年7月22日） - 下北沢 Reading Cafe ピカイチ - 赤星昇一郎と共演[32]
- ナコノアトリエvol.3「カワレルヒト。」（2015年10月16日 - 10月21日） - 新宿眼下画廊（脚本・演出：nako.） - 全10公演に出演[33]
- ニュートンズ高円寺フェス2015公演「中央線いじいじFANTASY〜サブカル民の人生運転見合わせ物語〜」（2015年10月31日） - 座・高円寺2（脚本・演出：吉田吏志） - 馬橋沙織役[34]
- 田口勝久一人ぼっち公演vol.3（2015年12月21日） - 下北沢 Reading Cafe ピカイチ（作・演出：中嶋時男） - 二部の二人芝居「M-1」に出演（2公演）[35]
- ニュートンズ第7回目公演「26歳、恋円寺」（2016年3月21日） - 明石スタジオ（脚本・演出：吉田吏志）（杉並演劇祭2016参加作品)[36]
- 万本桜企画「島へおいでよ！」（2016年6月28日 - 7月3日） - 千本桜ホール（脚本：金沢知樹、演出:A・ロックマン） - Bチームの一員として出演（5公演）[37]
- 万本桜企画「ウラワライ2」（2016年10月4日 - 10月9日） - 千本桜ホール（脚本：倉沢学、大前亮将、南川聡史、ゆみみ、町田康介、山下正行、金沢知樹、演出：大滝裕一） - Bチームの一員として出演（5公演）[38]
- ナコノアトリエvol.4「1LDK」（2017年9月16日 - 9月17日） - Book Trade Cafe どうひん（脚本・演出：nako.） - 全4公演に出演[39]

## その他出演

### 書籍
- 「Cawaii Japan」創刊号（2015年11月1日発売） - Cawaii Japan 編集部[40]

- 「アサ芸シークレット」（2017年4月4日発売） - 徳間書店[41]

- 「アサ芸シークレット」（2017年6月5日発売） - 徳間書店

- 「Missグラドル2018第3号」（2017年12月21日発刊) - 日本グラドル協会[42][43]
- 「Missグラドル2018第4号」 - 日本グラドル協会
- FLASHスペシャルグラビアベスト（2019年1月25日増刊号）-光文社
- FLASHスペシャルグラビアベスト（2020年1月25日増刊号）-光文社
- 月刊秋葉原通信MOESTA Vol.59 -花鳥風月
- 週刊少年サンデー№22・23（2020年5月13・20日）合併号 グラドル文化祭広告-小学館

### ステージ
- 〜東日本大震災復興支援〜第8回東京ボーイズコレクション＆第1回東京ボーイズコレクション映画祭（2016年3月17日：TBS赤坂BLITZ） - PRESHARE - ガールズモデルとして出演[44]

### Web（モデル)
- 美人女性ゴルファー略して「美ゴ女」を紹介！！（2015年4月21日掲載）[45] - ALBA.Net
- 瞬間JUMPGIRLS & 荒ぶる鷹（2015年9月1日掲載）[46] - フルーティー編集部
- Twitter掲載モデル（2015年11月15日掲載）[47] - S-mile（現名称Photo Snap Beauty）
- 義理チョコQUEEN決定戦アイドル編（2016年2月掲載）[48] - 週刊ジョージア
- すっぴん美人時計（2017年10月3日掲載）[49] - ロケットニュース24

### Web（生放送)
- 東京女子荘（2015年10月8日初登場から複数回）[50] - ニコニコ生放送

### ラジオ
- 新感覚情報バラエティー「よーいちのトリプルエックス」 - 富山シティエフエム[51]（準レギュラー)

- 「MAGI's Town Now!!」 - 渋谷クロスFM[52]（2017年7月24日ゲスト出演）
- 「MAGI's Town Now!!」 - 渋谷クロスFM（2018年10月8日ゲスト出演）
- 「MAGI's Town Now!!」 - 渋谷クロスFM（2019年9月2日ゲスト出演）

### ライブ
- Vsisterライブ
- Vienolossiライブ
- グラドル文化祭ライブ
- 東京ぴ炎ライブ